# Macrosiphoniella pseudoartemisiae
Macrosiphoniella pseudoartemisiae är en insektsart som beskrevs av Shinji 1933. Macrosiphoniella pseudoartemisiae ingår i släktet Macrosiphoniella och familjen långrörsbladlöss. Inga underarter finns listade i Catalogue of Life.